# Jaroslav Šusta
Jaroslav Šusta (11. května 1910 Čeladná – 4. března 1989 Jablonec nad Nisou) byl český spisovatel.

## Životopis
Jaroslav Šusta, vlastním jménem Antonín Machander, PhDr., se narodil v roce 1910 v Čeladné. V letech 1943 až 1950 působil na 2. reálném gymnáziu Husovice Brno, v letech 1952 až 1953 a 1962 až do důchodu jako středoškolský profesor angličtiny, filosofie a španělštiny na jedenáctiletce, SVVŠ a posléze Gymnáziu Brno – Křenová 36. Podílel se na sborníku k výročí své školy (1967) a literárních sbornících jejích studentů Brk.

### Sekerou do špalku
Opomineme-li, vedle jiných pokusů, básničku otištěnou ve Studentském časopise a nepřijatou činohru pro děti, pak se jeho literárním debutem se v roce 1941 stal román Sekerou do špalku. Próza je vystavěna na dramatickém střetu dvou tematických linií. První linii tvoří příběh řezníka a hostinského Miloslava Hnátka, druhou pak osudy rodiny jedné z jeho milenek, životem zkoušené Josefy Martinů. Hnátek představuje typ, který vše řeší jak ránou řeznické sekery do špalku a díky své sobecké bezohlednosti se vypracoval do pozice, z níž míní komandovat všechny ve svém dosahu. Ten se střetá s rodinou Martinů, která představuje to lepší v nás. Ve stejném protikladu se rozvíjí milostné hledání Josefina syna Karla a Hnátkovy dcery Kateřiny.
Kritika na próze nachází rysy magického realismu, který vychází z nazíracích pochodů kulturou ducha ještě nepříliš usměrněných, jaké jsou příznačné zvláště pro raný věk člověka. Román je živý také metodou tvůrčí. Je náročný, a přitom mladistvě nadlehčený, neustále prokládaný jemně nahozenými poznámkami spisovatele-konferenciéra, jaké známe již od Laurence Sterna.
Šustovu řeč kritika shledala originálně obraznou s moravským akcentem, vidění je básnické a svěží, chybí mu epická vyrovnanost a obvyklý románový klid, což je dáno tím, že tento útvar je programově zaměřen, aby románem nebyl.
Prózu lze podle kritiky číst nejen jako historii ochozského řezníka, je to lidská komedie ve své obecnosti a podstatnosti, je to kniha o lidech, křižovatkách jejich osudů, dobru a zlu, pravdě a lži, kráse a ošklivosti.

### Poslední milionář
V roce 1947 se Jaroslav Šusta přihlásil se svým druhým románem Poslední milionář. Po slibném debutu, příznivě přijatém i Vladislavem Vančurou v Družstevní práci, přichází Šusta po válce ještě s druhým románem, který tentokrát zachycuje i širší reálné společenské souvislosti konkrétní doby, jež do předchozí prózy, vydané za okupace, být vtěleny nemohly. Na pozadí hrůz válečného času v českých zemích Šusta rozvíjí milostný příběh ne nepodobný ději Loupežníka Karla Čapka. Souboj otce Krytiny s nápadníkem jeho dcery Pepíčkem Šupitou, titulní postavou, šmelinářem, fanfarónem, odbojářem a posléze starostlivým otcem, předvádějí dva typy řešení, jimiž se lidské vyrovnává s nelidským v dusivé atmosféře protektorátu. Obě tyto cesty posléze vedou k poznání skutečných hodnot.
Šustovo specifické karikující vidění má podstatnou zásluhu na tom, že postavy pro nás nejsou ani kladné, ani záporné, tu jsou komické, tu tragické a teprve vyústění jejich hledání dává zaznít poválečným nadějím, které jsou zakotveny v kladném vývoji hlavních postav, jenž proběhl díky jejich válečné zkušenosti.
Šustův jazyk je tu opět obrazivý a vynalézavý, psychologicky výstižné dialogy svědčí o radosti z vyprávění budovaného před zraky čtenáře tak, jako tvoří pouliční umělci.

## Dílo
- Sekerou do špalku. Praha: Družstevní práce, 1941. 220, [III] s. Živé knihy. A; sv. 195.
- Poslední milionář. Brno: Mír, 1947. 323 s.